# Марвін Фрідріх
Марвін Фрідріх (нім. Marvin Friedrich, нар. 13 грудня 1995, Кассель, Німеччина) — німецький футболіст, центральний захисник клубу «Боруссія» (Менхенгладбах).

## Ігрова кар'єра
Марвін Фрідріх народився у місті Кассель і є вихованцем клубу «Падерборн 07». Пізніше приєднався до молодіжної команди «Шальке 04». Дебютний матч у Бундеслізі Фрідріх провів у вересні 2014 року. Паралельно з тим він продовжував грати у дублі «Шальке 04».
Влітку 2016 року стало відомо, що Фрідріх підписав трирічний контракт з клубом «Аугсбург». Але тут захисник в основі так і не зіграв і тому у січні 2018 року він перейшов до столичного «Уніона». Контракт гравця розрахований до літа 2021 року.
11 січня 2022 року перейшов до складу менхенгладбаської «Боруссії».
Ще будучи гравцем «Шальке» Марвін Фрідріх зіграв кілька матчів у складі юнацьких збірних Німеччини.

## Ігровий стиль
Марвін Фрідріх універсальний захисник. Він може зіграти як у центрі, так і на фланзі захисту. Також йому притаманна така риса, як футбольний інтелект, що допомагає футболісту яскравіше проявити свої ігрові здібності.

## Титули і досягнення
- Чемпіон Європи (U-19): 2014